# Honiatyn
Honiatyn – wieś w Polsce położona w województwie lubelskim, w powiecie hrubieszowskim, w gminie Dołhobyczów.
W latach 1975–1998 miejscowość administracyjnie należała do województwa zamojskiego. 
Wieś stanowi sołectwo gminy Dołhobyczów. Według Narodowego Spisu Powszechnego (III 2011 r.) liczyła 89 mieszkańców i była 26. co do wielkości miejscowością gminy Dołhobyczów.
Wierni Kościoła rzymskokatolickiego należą do parafii św. Barbary w Oszczowie.

## Historia
Honiatyn w drugiej połowie XIX wieku, wieś w powiecie tomaszowskim gminie Dołhobyczów parafii Oszczów, o 7 mil oddalony od Tomaszowa, o 6 mil od Hrubieszowa, o pół mili od Dołhobyczowa leży w pasie granicznym.  Około 1882 roku posiadał 37 domów i 313 mieszkańców w tym 50 katolików, jest we wsi wówczas cerkiew drewniana, 599 mórg gruntów i 30 mórg lasu, dominuje czarnoziem. Ludność para się rolnictwem. W roku 1827 Honiatyn posiadał 37 domów zamieszkałych przez 226 mieszkańców. Według Słownika geograficznego Królestwa Polskiego z roku 1882, był tu dwór z pięknym ogrodem, przy nim folwark 474 mórg gruntu i 140 mórg lasu. Do dominium Honiatyn należą folwarki w Oszczowie i Pawłowicach. Była to własność niegdyś Leszczyńskich, Rulikowskich, w drugiej zaś połowie XIX wieku Honiatyn i pobliski Oszczów należały do Tomisława Rozwadowskiego. W dworze w Honiatynie lata dziecięce spędził przyszły generał broni Wojska Polskiego i współorganizator polskiej armii Tadeusz Rozwadowski. Wedle niektórych przekazów Honiatyn pełnił w XIX wieku rolę tajnej stacji przystankowej wykorzystywanej przez unitów, którzy stąd udawali się do Galicji w celach religijnych.

## Urodzeni w Honiatynie
W Honiatynie urodził się Władysław Gosiewski, polski matematyk.